# Kyōhō
Kyōhō (japanisch 享保) ist eine japanische Ära (Nengō) von August 1716 bis Juni 1736 nach dem gregorianischen Kalender. Der vorhergehende Äraname ist Shōtoku, die nachfolgende Ära heißt Genbun. Die Ära fällt in die Regierungszeit des Kaisers (Tennō) Nakamikado.
Der erste Tag der Kyōhō-Ära (22.6.Shōtoku 6/Kyōhō 1) entspricht dem gregorianischen 9. August 1716, der letzte Tag (27.4.Kyōhō 21/Genbun 1) war der 6. Juni 1736. Die Kyōhō-Ära dauerte 21 Jahre oder 7242 Tage.

## Ereignisse
- Kyōhō-Reformen
- 9.11.Kyōhō 4/19. Dez. 1719greg.: Aitai sumashirei (相対済令, englisch Mutual Settlement Decree)[3]
- 1.Kyōhō 7/Feb. 1722: Eröffnung des Koishikawa Yōjōsho (小石川養生所), eines öffentlichen Hospitals, durch das Bakufu
- Kyōhō 7/1722–23: Verbot erotischer Bücher
- 21.3.Kyōhō 9/14. Apr. 1724: Kyōhō-Großbrand (享保の大火) in Osaka
- Kyōhō 10/1725–26: Ausgabe des Kyōhō Ōban
- 20.6.Kyōhō 15/3. Aug. 1730: Kyōhō-Großbrand (享保の大火) in Kyōto
- Ende Kyōhō 16/Anfang 1732: Kyōhō-Hungersnot (享保の大飢饉 Kyōhō no daikikin)
- 21.3.Kyōhō 20/13. Apr. 1735: Sakuramachi wird Tennō